# Anna Maria Cristina Rivarola
 (février 2025).
Motif : Pas trouvé beaucoup d'infos
- Archive Wikiwix
- Bing
- Cairn
- DuckDuckGo
- E. Universalis
- Gallica
- Google
- G. Books
- G. News
- G. Scholar
- Persée
- Qwant
- (zh) Baidu
- (ru) Yandex
- (wd) trouver des œuvres sur Wikidata

| 1. | Préciser le motif de la pose du bandeau. | Précisez le motif de la pose du bandeau en utilisant la syntaxe suivante : {{admissibilité à vérifier\|date=mars 2025\|motif=remplacez ce texte par le motif}}                                    |
| 2. | Informer les utilisateurs concernés.     | Pensez à avertir le créateur de l'article, par exemple, en insérant le code ci-dessous sur sa page de discussion : {{subst:avertissement admissibilité à vérifier\|Anna Maria Cristina Rivarola}} |

Pour les articles homonymes, voir Rivarola.
Anna Maria Cristina Rivarola, appelée A Mònaca et qui prit le nom de Maria Domenica lors de son entrée en religion, est une figure historique de la Corse à l'époque de Pascal Paoli.
Elle est née en 1715 à Bastia. Elle est la fille de Domenico Rivarola et Paola Maria Verdoni d'Omessa. Elle entre comme sœur au couvent des Ursulines de Bastia et en devient la mère supérieure.
Elle est connue dans l'histoire de la Corse pour avoir été une partisane fidèle et une amie de Pascal Paoli, dont elle était très proche.

## Les Sœurs Ursulines de Bastia

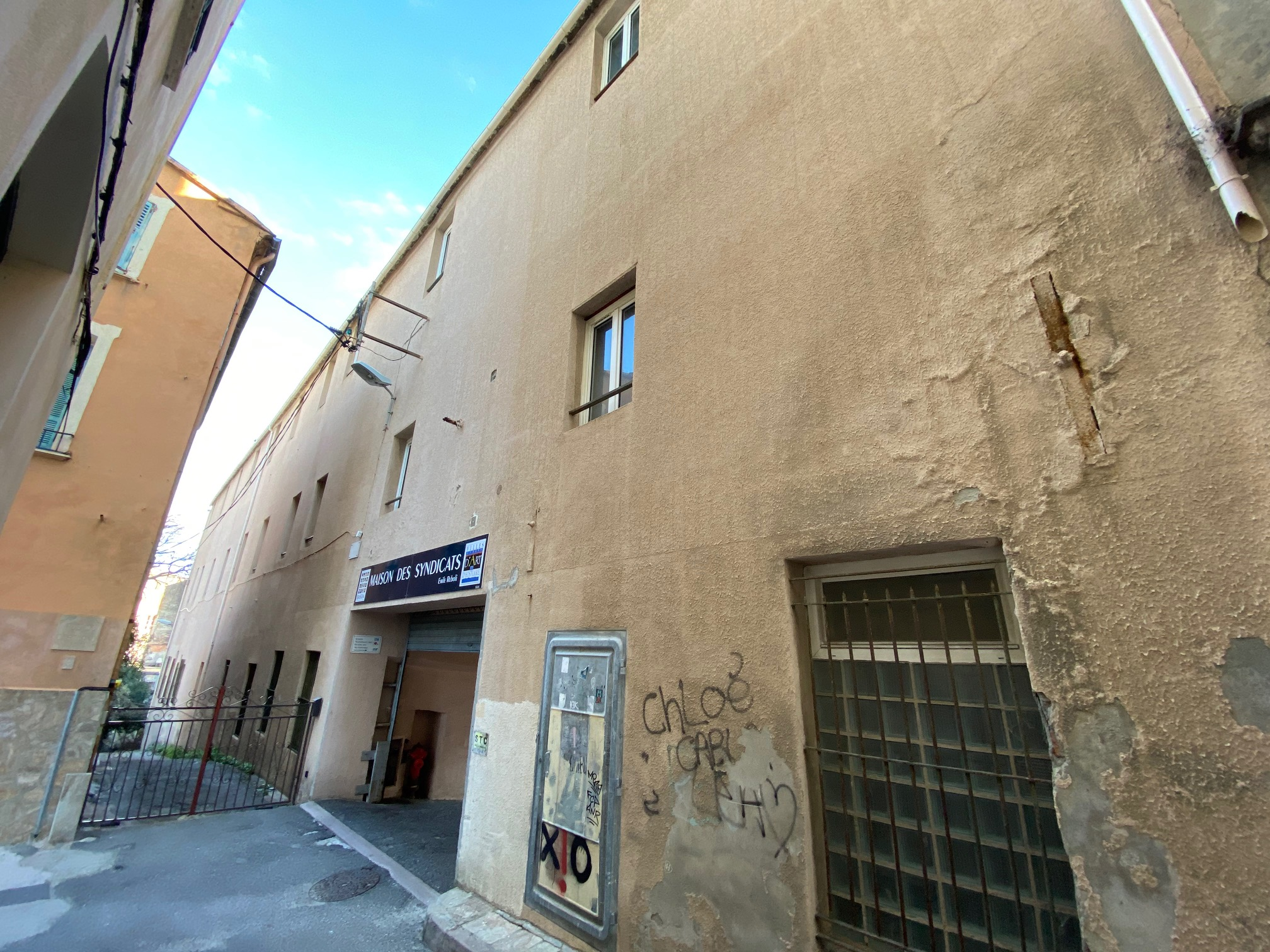
L'ancien couvent Sant'Orsula à Bastia (rue Sainte-Ursule)

Anna Maria Cristina Rivarola prend le nom de Maria Domenica lorsqu'elle entre au couvent des sœurs Ursulines, à Bastia.
Les sœurs Ursulines étaient chargées de l'éducation des filles. De nombreuses familles envoyaient leurs filles se retirer au couvent (situé aujourd'hui rue Sainte-Ursule). La mère de Pasquale Paoli, Dionisia Valentina, était retirée dans ce couvent.

## Amitié avec Pascal Paoli
La « Monaca Rivarola » s'est fait connaître dans l'histoire de la Corse pour son amitié avec Pascal Paoli. 
Patriote active, La Monaca faisait part de ses informations à Paoli pendant son gouvernement (1755-1769). Paoli l'écoutait et ils s'écrivaient beaucoup. De cette relation il reste une quantité importante de lettres. Ainsi, Eugène Gherardi écrit dans son livre Casa Rivarola  qu'avec Maria Cosway, La Monaca était la femme avec laquelle Pasquale Paoli écrivait le plus. Par exemple, dans sa correspondance, elle fait part de sa joie lorsque la marine de Pasquale Paoli s'empare du fort génois sur l'île de Capraia, en 1767. La Monaca se rendit en personne à Capraia après le succès de l'armée corse.

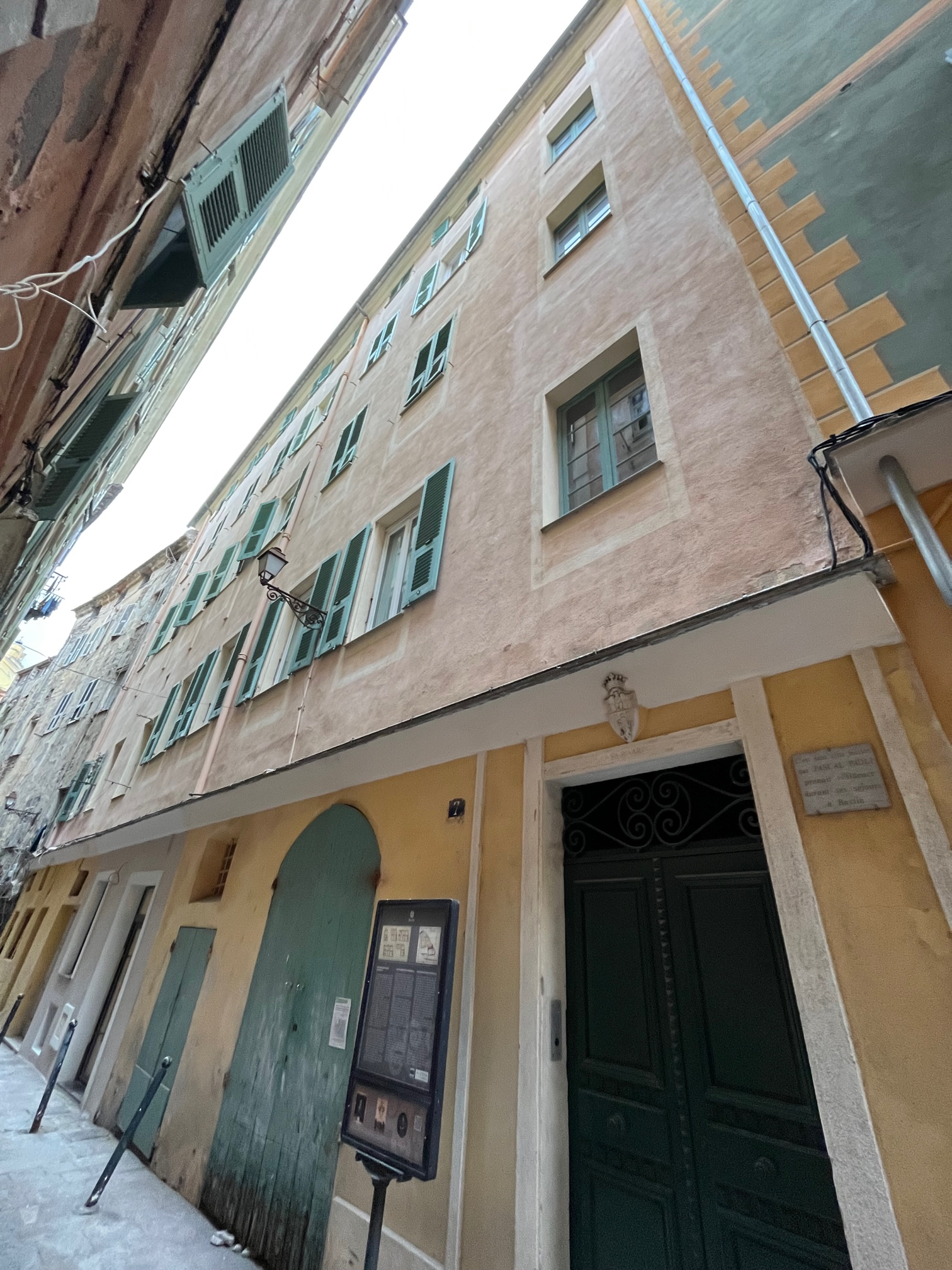
Façade de la Maison Barbaggi-Rivarola

Dans la correspondance entre Paoli et La Monaca, le général la tient au courant de la situation militaire et des informations sur l'état du gouvernement de la Corse. Chose plus étrange et plus légère : Pasquale Paoli a partagé sa passion pour la loterie avec elle. Paoli lui dit de jouer à sa place, lui donnant les numéros ou demandant les résultats. Cette loterie était basée en Toscane.
Paoli avait également confié la mission à La Monaca et à son frère Antonio de relire une version enrichie de la Justification de la Révolution corse de Don Gregorio Salvini. Elle était également chargée de faire imprimer à Livourne ce livre très important à l'époque de Paoli, mais aussi de sa diffusion et de sa commercialisation  .
On dit que La Monaca était l'agent secret de Paoli. Lorsqu'elle était à Livourne, elle était chargée de remettre en personne les lettres de Paoli, de suivre les commandes d'armes, de mobiliser l'opinion en faveur de l'indépendance de la Corse.
Elle était une ardente patriote. dans ses lettres à Paoli, elle écrit qu'elle est prête à mourir pour la Corse. Gherardi écrit : « La Monaca était une sorte d'OVNI dans le ciel corse du XVIIIe siècle. Pour la grande majorité d'entre elles, les femmes de son époque étaient cantonnées à l'univers domestique et intime, privées de la sphère publique. »
Après la conquête militaire de la France et la bataille de Ponte Novu, La Monaca et son frère Antonio s'installent à Livourne. Ils s'occupent à recevoir et à aider les patriotes corses condamnés à l'exil. La Toscane et surtout la ville de Livourne étaient un lieu de refuge pour les Corses.
Elle est de retour en Corse durant la période du royaume anglo-corse (1794-1796) qui sera une déception pour Paoli qui quittera ensuite définitivement l'île. Une page de l'histoire se tourne, la Corse devient française. La Monaca décède dans sa maison de Bastia dans la nuit du 20 au 21 avril 1799, à l'âge de 84 ans.

## Lieux
Le couvent des Ursulines est situé rue de la gendarmerie à Bastia ; il a été transformé en caserne de gendarmerie au départ des sœurs. Le bâtiment héberge aujourd'hui « la maison des syndicats ».

### La maison Barbaggi-Rivarola
La Casa Barbaggi-Rivarola, située au numéro 7 de la rue Carbuccia (anciennement rue des jésuites, puis rue du lycée), est la maison historique des familles Barbaggi puis Rivarola.
Une plaque rappelle que c'est ici que séjournait Pasquale Paoli lors de sa venue à Bastia.

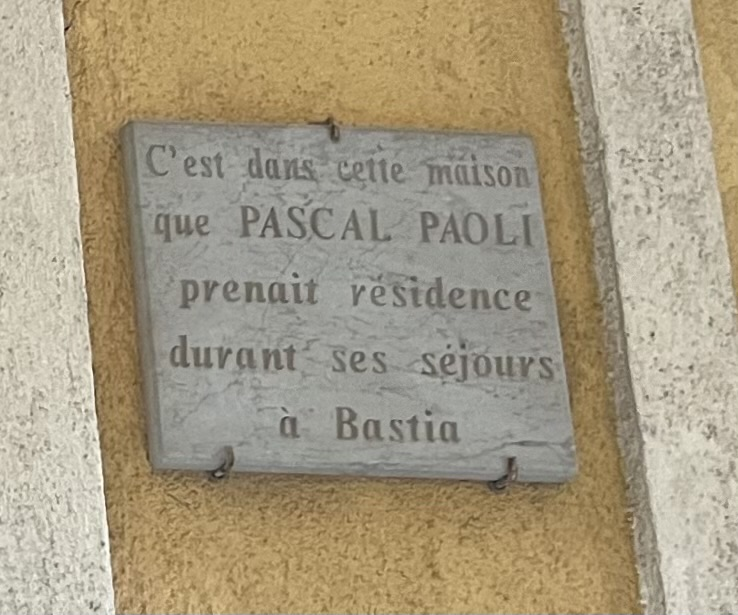
La plaque commémorative